# Wolfgang Hellmert
Wolfgang Hellmert (eigentlich Adolf Kohn; geboren am 15. August 1906 in Berlin; gestorben am 24. Mai 1934 in Paris) war ein deutscher Lyriker und Prosaist.

## Leben
Hellmert war der Sohn eines jüdischen Kaufmanns. Er verließ das Gymnasium vorzeitig, arbeitete dann als Banklehrling und Filmstatist und wurde schließlich Schauspielschüler. 
Ab 1926/1927 gehörte er zum Freundeskreis von Klaus Mann, zusammen mit Herbert Schlüter, Willi Fehse, Annemarie Schwarzenbach und René König.
Ab 1928 gehörte er zum Autorenkreis des Hamburger Rundfunksenders NORAG. 
Ende März 1933 musste er aus Deutschland emigrieren und ging nach Paris.
Dort starb er 1934 durch Selbstmord mit einer Überdosis Morphium im Alter von 27 Jahren.
Die Beziehung Hellmerts zu Mann war sehr eng, wurde allerdings im Pariser Exil durch eine Beziehung Hellmerts zu Teddy (= Théo de Villeneuve), einem anderen Freund Manns, zeitweilig belastet. Gleichwohl nahm Klaus Mann der Drogentod Hellmerts stark mit. Am Tag vor dessen Tod notierte er: „Über das schlechte Befinden von Wolfgang. Es scheint Lebensgefahr. Verloren verloren.“ Und wenige Tage später in Amsterdam: „WOLFGANG’S TOD ist in gewisser Weise schwerer zu ertragen als alles andre.“ Der Tod Hellmerts scheint einen Wendepunkt für Klaus Mann markiert zu haben, seine Schwester Erika Mann schreibt jedenfalls: „[Als] Wolfgang Hellmert sich in der Pariser Emigration absichtlich und tödlich zugrundegerichtet [hatte, wollte Klaus] nicht mehr weiterleben.“ In der Figur des Martin Korella im Roman Der Vulkan, die sich sowohl auf Hellmert als auch auf Mann selbst zurückführen lässt, setzte Mann dem toten Freund ein literarisches Denkmal.
Zu Lebzeiten Hellmerts erschienen nur der Roman Fall Vehme Holzdorf (1927) und verstreut Prosaskizzen und Gedichte, von denen einige in der von Klaus Mann herausgegebenen Exilzeitschrift Die Sammlung abgedruckt wurden.
In seinem vom Stil her der Neuen Sachlichkeit zuzurechnenden Roman behandelt er den fiktiven Fememord eines 17-jährigen Jungen an einem befreundeten politischen Spitzel.
Durch das politisch brisante Thema gewann der Roman einige Publizität. Auch Thomas Mann lobte ihn 1938 in einer Umfrage.

## Werke
- Fall Vehme Holzdorf. Leipzig 1927.
- Lyrik und Prosa 1924–34. Mit einem Nachwort von Klaus Täubert. Gerbrunn bei Würzburg 1980.